# John Cornforth
John Warcup (Kappa) Cornforth (Sydney, 7 september 1917 – Sussex, 14 december 2013) was een in Australië geboren Brits organisch chemicus. In 1975 won hij de Nobelprijs voor de Scheikunde voor zijn onderzoek van de stereochemie van organische moleculen en enzymgekatalyseerde reacties. Cornforth leed aan otosclerose en was sedert zijn 20e doof.

## Biografie
Cornforth werd geboren in Australië als zoon van Hilda Eipper en John Warcup Cornforth. Na de Sydney Boys' High School ging hij op zestienjarige leeftijd naar de Universiteit van Sydney, waar hij organische chemie studeerde. In 1937 studeerde hij af. Tijdens zijn studietijd ontmoette hij Rita Harradence met wie hij in 1941 trouwde; het echtpaar kreeg drie kinderen. Tevens haalde hij een bachelordiploma aan het St Catherine's College (Oxford), waar hij studeerde onder Robert Robinson.
Van 1946 tot 1962 was Cornforth verbonden aan de wetenschappelijke staf van de Medical Research Council (MRC) te Londen en was hij directeur van het Milstead Laboratory for Chemical Enzymology van Shell Research Ltd. te Sittingbourne. Van 1965 tot 1971 was hij tevens associated professor aan de universiteit van Warwick; in 1972 werd hij research-professor aan de universiteit van Sussex.
Vanwege zijn doofheid was hij vanaf 1945 volledig afhankelijk van liplezen en schriftelijke communicatie. Belangrijkste steun en toeverlaat hierbij was zijn echtgenote, Rita Harradence, die ook aan Oxford was afgestudeerd (aan Somerville College) en een onschatbare link vormde met zijn collega's.
Cornforth bestudeerde de bouw en synthese van biochemische belangrijke moleculen waaronder penicilline, vele steroïden en heterocyclische verbindingen. Samen met Robinson voltooide hij de eerste volledige synthese van het cholesterol-molecuul in 1951. Beginnend in het midden van de jaren '50 ontwikkelde hij een nieuwe methode waarmee hij, gebruikmakend van isotopen van waterstof, kon volgen hoe cellen cholesterol aanmaken uit azijnzuur. Deze methode was Cornforths belangrijkste bijdrage aan de stereochemie, een tak van de chemie die zich inlaat met de vormen, of architectuur, van moleculen en de wijze waarop hun driedimensionale structuur scheikundige eigenschappen beïnvloed.
In 1953 ontving hij de Corday-Morgan Medaille en Prijs ofwel de Corday-Morgan Medal and Prize een hoge onderscheiding die jaarlijks wordt toegekend door de Royal Society of Chemistry. Cornforth heeft een grote invloed gehad op het onderzoek naar de werking van penicilline tijdens de Tweede Wereldoorlog. In 1975 ontving hij samen met Vladimir Prelog de Nobelprijs voor de Scheikunde. Daarnaast kreeg hij in 1968 de Davy-medaille, in 1978 de Royal Medal en in 1982 de Copley Medal. In 1977 werd hij geridderd. Sinds 1978 was hij buitenlands lid van de Koninklijke Nederlandse Akademie van Wetenschappen.
Cornforth overleed in 2013 op 96-jarige leeftijd.
1901: Van 't Hoff ·
1902: E. Fischer ·
1903: Arrhenius ·
1904: Ramsay ·
1905: Baeyer ·
1906: Moissan ·
1907: Buchner ·
1908: Rutherford ·
1909: Ostwald ·
1910: Wallach ·
1911: Curie ·
1912: Grignard, Sabatier ·
1913: Werner ·
1914: Richards ·
1915: Willstätter ·
1918: Haber ·
1920: Nernst ·
1921: Soddy ·
1922: Aston ·
1923: Pregl ·
1925: Zsigmondy ·
1926: Svedberg ·
1927: Wieland ·
1928: Windaus ·
1929: Harden, Euler-Chelpin ·
1930: H. Fischer · 
1931: Bosch, Bergius ·
1932: Langmuir ·
1934: Urey ·
1935: F. Joliot-Curie, I. Joliot-Curie ·
1936: Debye ·
1937: Haworth, Karrer ·
1938: Kuhn ·
1939: Butenandt, Ružička ·
1943: Hevesy · 
1944: Hahn ·
1945: Virtanen ·
1946: Sumner, Northrop, Stanley ·
1947: Robinson · 
1948: Tiselius · 
1949: Giauque ·
1950: Diels, Alder ·
1951: McMillan, Seaborg ·
1952: Martin, Synge ·
1953: Staudinger ·
1954: Pauling ·
1955: Vigneaud ·
1956: Hinshelwood, Semjonov ·
1957: Todd ·
1958: Sanger ·
1959: Heyrovský ·
1960: Libby ·
1961: Calvin ·
1962: Perutz, Kendrew ·
1963: Ziegler, Natta ·
1964: Hodgkin ·
1965: Woodward ·
1966: Mulliken ·
1967: Eigen, Norrish, Porter ·
1968: Onsager ·
1969: Barton, Hassel ·
1970: Leloir ·
1971: Herzberg ·
1972: Anfinsen, Moore, Stein · 
1973: E.O. Fischer, Wilkinson · 
1974: Flory ·
1975: Cornforth, Prelog ·
1976: Lipscomb ·
1977: Prigogine · 
1978: Mitchell ·
1979: Brown, Wittig ·
1980: Berg, Gilbert, Sanger ·
1981: Fukui, Hoffmann ·
1982: Klug ·
1983: Taube ·
1984: Merrifield ·
1985: Hauptman, Karle ·
1986: Herschbach, Lee, Polanyi ·
1987: Cram, Lehn, Pedersen ·
1988: Deisenhofer, Huber, Michel ·
1989: Altman, Cech ·
1990: Corey ·
1991: Ernst ·
1992: Marcus ·
1993: Mullis, Smith ·
1994: Olah ·
1995: Crutzen, Molina, Rowland ·
1996: Curl, Kroto, Smalley ·
1997: Boyer, Walker, Skou ·
1998: Kohn, Pople ·
1999: Zewail ·
2000: Heeger, MacDiarmid, Shirakawa ·
2001: Knowles, Noyori, Sharpless ·
2002: Fenn, Tanaka, Wüthrich ·
2003: Agre, MacKinnon ·
2004: Ciechanover, Hershko, Rose ·
2005: Grubbs, Schrock, Chauvin ·
2006: Kornberg ·
2007: Ertl ·
2008: Shimomura, Chalfie, Tsien ·
2009: Steitz, Yonath, Ramakrishnan ·
2010: Heck, Negishi, Suzuki ·
2011: Shechtman ·
2012: Kobilka, Lefkowitz ·
2013: Karplus, Levitt, Warshel ·
2014: Betzig, Hell, Moerner ·
2015: Lindahl, Modrich, Sancar ·
2016: Sauvage, Stoddart, Feringa ·
2017: Dubochet, Frank, Henderson · 
2018: Arnold, Winter, Smith ·   
2019: Goodenough, Whittingham, Yoshino ·
2020: Charpentier, Doudna ·
2021: List, MacMillan ·
2022: Bertozzi, Meldal, Sharpless ·
2023: Bawendi, Brus, Jekimov ·
2024: Baker, Hassabis, Jumper